# مایکل کین
سِر مایکل کین (انگلیسی: Sir Michael Caine؛ زاده ۱۴ مارس ۱۹۳۳ با نام موریس جوزف میکل‌وایت جونیور) بازیگر بریتانیایی است. او برای لهجهٔ متمایز خود شهرت دارد و در شش دهه فعالیت حرفه‌ای خود در بیش از ۱۳۰ فیلم ظاهر شده است. کین یکی از نمادهای سینمای بریتانیا محسوب می‌شود و در طول حرفه‌اش به افتخارات گوناگونی از جمله دو اسکار و سه گلدن گلوب رسیده است. مایکل کین در اکتبر ۲۰۲۳ از دنیای بازیگری کناره گرفت.

## زندگی
مایکل کین در ۱۴ مارس ۱۹۳۳ در لندن زاده شد. پدر مایکل یک باربر بازار ماهی‌فروشان بود. مایکل وقتی ۱۵ سال داشت درس و مدرسه را کنار گذاشت و به ارتش بریتانیا پیوست. پس از آن به بازیگری علاقه‌مند و به عنوان دستیار مدیر صحنه استخدام شد. او فامیلی کین را به توصیهٔ مدیرش برای خود انتخاب کرد.
مایکل کین در صد فیلم درام تلویزیونی بازی و به تئاتر راه پیدا کرد و کوتاه‌مدتی به عنوان بازیگر ذخیره پیتر اوتول برای نمایشی بلند انتخاب شد.
نخستین درخشش مایکل کین، بازی در زولو در ۱۹۶۴ بود که در آن در نقش اول، که یک افسر ثروتمند و ناتوان بود را بازی کرد. بازی در این فیلم فرصت‌های ارزش‌مندی را نصیب وی کرد. مایکل با بازی در پرونده ایپکِرِس و اَلفی در ۱۹۶۶ به شهرت خود افزود. وی به‌خاطر لهجه متفاوت خود و این‌که چهره‌ای جدید از یک شهروند متوسط به نمایش می‌گذاشت بسیار مورد استقبال قرار گرفت.

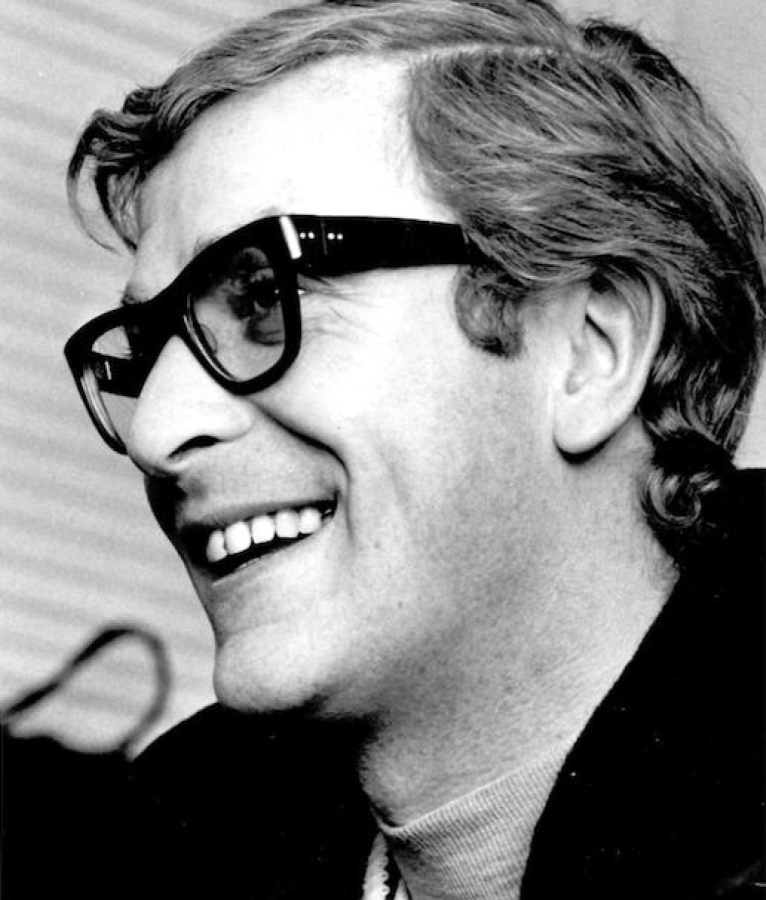
در سال ۱۹۶۷

## فعالیت حرفه‌ای
مایکل کین در ۱۹۸۶ به‌واسطهٔ درخشش روزافزون خود در سینما در فیلم هانا و خواهرانش از وودی آلن بازی کرد و برای آن اسکار گرفت. پس از آن در دهه ۱۹۹۰ در دوران پرافتخار بازیگر بازی خود در فیلم‌هایی چون لیتل وُیس و قوانین خانه سیدر بازی کرد.
مایکل کین در اکتبر ۲۰۲۳ پس بازی در بیش از یکصد و شصت فیلم در طول هشت دهه فعالیت حرفه‌ای و همزمان با اکران واپسین فیلم خود فراری بزرگ اعلام بازنشستگی کرد.

## زندگی خصوصی
ازدواج اول مایکل کین با پاتریشیا هانیس بود که چندان دوام نیاورد. حاصل این ازدواج یک فرزند به نام دومینیک بود. سپس مایکل با شکیرا کین ازدواج کرد که تا امروز ادامه داشته است. حاصل این ازدواج نیز دختری به نام ناتاشا کین است.

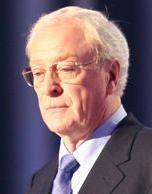
مایکل کین در جایزه صلح نوبل ۲۰۰۸

## گزیدهٔ بازیگری‌ها
- نامش را با غرور حک کن (۱۹۵۸)
- کلید (۱۹۵۸)
- نژاد بولداگ (۱۹۶۰)
- روزی که زمین آتش گرفت (۱۹۶۱)
- زولو (۱۹۶۴)
- پرونده ایپکرس (۱۹۶۵)
- الفی (۱۹۶۶)
- گامبی (۱۹۶۶)
- خاکسپاری در برلین (۱۹۶۶)
- بشتاب غروب (۱۹۶۷)
- زن ضربدر هفت (۱۹۶۷)
- مغز بیلیون دلاری (۱۹۶۷)
- تله مرگبار (۱۹۶۸)
- مغ (۱۹۶۸)
- کسب و کار ایتالیایی (۱۹۶۹)
- بازی کثیف (۱۹۶۹)
- نبرد بریتانیا (۱۹۶۹)
- برای قهرمانان خیلی دیر است (۱۹۷۰)
- آخرین دره (۱۹۷۰)
- کارتر را بگیرید (۱۹۷۱)
- آدم دزدی (۱۹۷۱)
- زی و شرکا (۱۹۷۲)
- پالپ (۱۹۷۲)
- کارآگاه (۱۹۷۲)
- آسیاب بادی سیاه (۱۹۷۴)
- قرارداد مارسی (۱۹۷۴)
- کاراگاه خصوصی (۱۹۷۵)
- توطئه ویلبی (۱۹۷۵)
- زن انگلیسی رمانتیک (۱۹۷۵)
- مردی که می‌خواست سلطان باشد (۱۹۷۵)
- هری و والتر به نیویورک می‌روند (۱۹۷۶)
- عقاب فرود آمده (۱۹۷۶)
- پلی در دوردست (۱۹۷۷)
- حمله زنبورها (۱۹۷۸)
- سوئیت کالیفرنیا (۱۹۷۸)
- آشانتی (۱۹۷۹)
- ورای ماجرای پوسیدون (۱۹۷۹)
- در لباسی خیره‌کننده (۱۹۸۰)
- جزیره (۱۹۸۰)
- دست (۱۹۸۱)
- فرار به سوی پیروزی (۱۹۸۱)
- تله مرگ (۱۹۸۲)
- ریتای محصل (۱۹۸۳)
- کنسول افتخاری (۱۹۸۳)
- مرد پازلی (۱۹۸۳)
- تقصیر ریو است (۱۹۸۴)
- آب (۱۹۸۵)
- قرارداد هولوکرافت (۱۹۸۵)
- هانا و خواهرانش (۱۹۸۶)
- آزادی شیرین (۱۹۸۶)
- مونا لیزا (۱۹۸۶)
- خیابان هاف مون (۱۹۸۶)
- پروتوکل چهارم (۱۹۸۷)
- آرواره‌ها: انتقام (۱۹۸۷)
- بدون راه حل (۱۹۸۸)
- جک قاتل (۱۹۸۸)
- لات‌های کثیف فاسد (۱۹۸۸)
- شوک به سیستم (۱۹۹۰)
- آقای سرنوشت (۱۹۹۰)
- چشم گاو (۱۹۹۰)
- سروصدای پشت صحنه (۱۹۹۲)
- یخ آبی (۱۹۹۲)
- سرود کریسمس ماپت (۱۹۹۲)
- روی زمین مرگبار (۱۹۹۴)
- خون و شراب (۱۹۹۶)
- لیتل ویس (۱۹۹۸)
- قوانین خانه سایدر (۱۹۹۹)
- بدهکاران (۱۹۹۹)
- قلم‌پرها (۲۰۰۰)
- کارتر را بگیرید (۲۰۰۰)
- دختر شایسته اخلاق (۲۰۰۰)
- آخرین سفارش‌ها (۲۰۰۱)
- آستین پاورز: در عضو طلایی (۲۰۰۲)
- آمریکایی آرام (۲۰۰۲)
- شیرهای دست دوم (۲۰۰۳)
- شن‌های روان (۲۰۰۳)
- بتمن آغاز می‌کند (۲۰۰۵)
- افسونگر (۲۰۰۵)
- هواشناس (۲۰۰۵)
- فرزندان انسان (۲۰۰۶)
- پرستیژ (۲۰۰۶)
- بی‌عیب (۲۰۰۷)
- کاراگاه (۲۰۰۷)
- شوالیه تاریکی (۲۰۰۸)
- هری براون (۲۰۰۹)
- تلقین (۲۰۱۰)
- نومئو و ژولیت (۲۰۱۱)
- ماشین‌ها ۲ (۲۰۱۱)
- سفر ۲: جزیره اسرارآمیز (۲۰۱۲)
- شوالیه تاریکی برمی‌خیزد (۲۰۱۲)
- اکنون مرا می‌بینی (۲۰۱۳)
- آخرین عشق آقای مورگان (۲۰۱۳)
- تیمارستان استون‌هیرست (۲۰۱۴)
- میان‌ستاره‌ای (۲۰۱۴)
- کینگزمن: سرویس مخفی (۲۰۱۵)
- جوانی (۲۰۱۵)
- آخرین شکارچی جادوگر (۲۰۱۵)
- اکنون مرا می‌بینی ۲ (۲۰۱۶)
- کینگزمن: محفل طلایی (۲۰۱۷)
- دانکرک (۲۰۱۷)
- مد روز (۲۰۱۷)
- شرلوک گنومز (۲۰۱۸)
- دیکتاتور عزیز (۲۰۱۸)
- پادشاه دزدا (۲۰۱۸)
- انگاشته (۲۰۲۰)
- چهار بچه و اون (۲۰۲۰)

## بخشی از جوایز

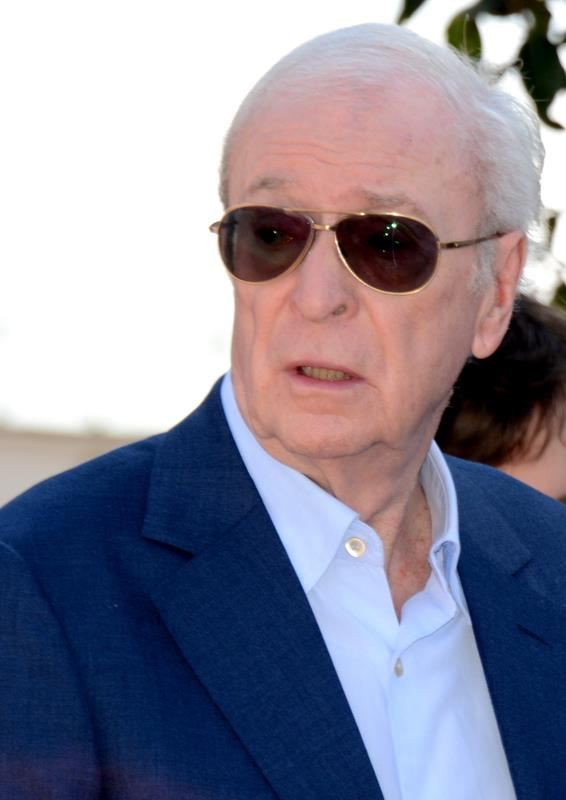
مایکل کین در جشنواره کن ۲۰۱۵

- برنده جایزه گلدن گلوب بهترین بازیگر مرد فیلم موزیکال یا کمدی در سال ۱۹۹۸
- برنده جایزه اسکار بهترین بازیگر نقش مکمل مرد برای فیلم قوانین خانه سایدر
- برنده جایزه اسکار بهترین بازیگر نقش مکمل مرد۱۹۸۶هانا و خواهرانش
- کاندیدای بفتای بهترین بازیگر نقش اول مرد برای فیلم لیتل ویس در سال ۱۹۹۸
- کاندیدای بفتای بهترین بازیگر مکمل مرد برای فیلم قوانین خانه سایدر در سال ۱۹۹۹
- کاندیدای بفتای بهترین بازیگر نقش اول مرد برای فیلم آمریکایی آرام در سال ۲۰۰۲